# Матбуха
Матбу́ха (араб. مطبوخة‎ maṭbūkhah) — салат из помидоров и жареного сладкого перца, заправленный чесноком и перцем чили.
Название происходит из арабского языка и означает «кушанье». Салат служил в качестве закуски, часто как часть мезе. Матбуха популярна по всему Магрибу и в Израиле, где она была распространена евреями-иммигрантами из Марокко, Туниса, Алжира и Ливии. Из матбухи готовят шакшуку — яичницу с помидорами и перцем.
До сих пор не ясно, сколько лет этому кушанью, так как помидоры появились на Востоке только около 1800 года, а в Европе — после открытия Америки (не ранее 1492 года).

## Приготовление
Болгарский перец, перец чили и чеснок мелко нарезают или измельчают в куттере и обжаривают с добавлением большого количества растительного масла. Через несколько минут в обжариваемую смесь добавляют пюрированные томаты, сушеную паприку и соль, после чего продолжают выпаривать влагу на маленьком огне до состояния густой пасты.